# Sciapus dialathus
Sciapus dialathus är en tvåvingeart som först beskrevs av Jacques-Marie-Frangile Bigot 1890.  Sciapus dialathus ingår i släktet Sciapus och familjen styltflugor. Inga underarter finns listade i Catalogue of Life.